# Saqueo del convoy de ayuda humanitaria en Kerem Shalom
El saqueo del convoy de ayuda humanitaria en Kerem Shalom fue un ataque contra un convoy que transportaba ayuda humanitaria que tuvo lugar el 16 de noviembre de 2024, cuando bandas armadas respaldadas por Israel, como las Fuerzas Populares de Yasser Abu Shabab, afiliadas al Estado Islámico, atacaron un convoy de 109 camiones de ayuda de las Naciones Unidas y saquearon 98 de ellos, cerca de instalaciones militares israelíes en el cruce fronterizo de Kerem Shalom en la Franja de Gaza. Los perpetradores, quienes, según un memorando de la ONU, podrían haber contado con la protección de las Fuerzas de Defensa de Israel (FDI), lanzaron granadas y amenazaron a los camioneros con armas de fuego, obligándolos a descargar la ayuda. El incidente agravó aún más la crisis humanitaria de Gaza causada por el bloqueo israelí. El ataque ha sido descrito por la Agencia de Naciones Unidas para los Refugiados de Palestina en Oriente Próximo (UNRWA) como «uno de los peores» incidentes de este tipo.

## Antecedentes

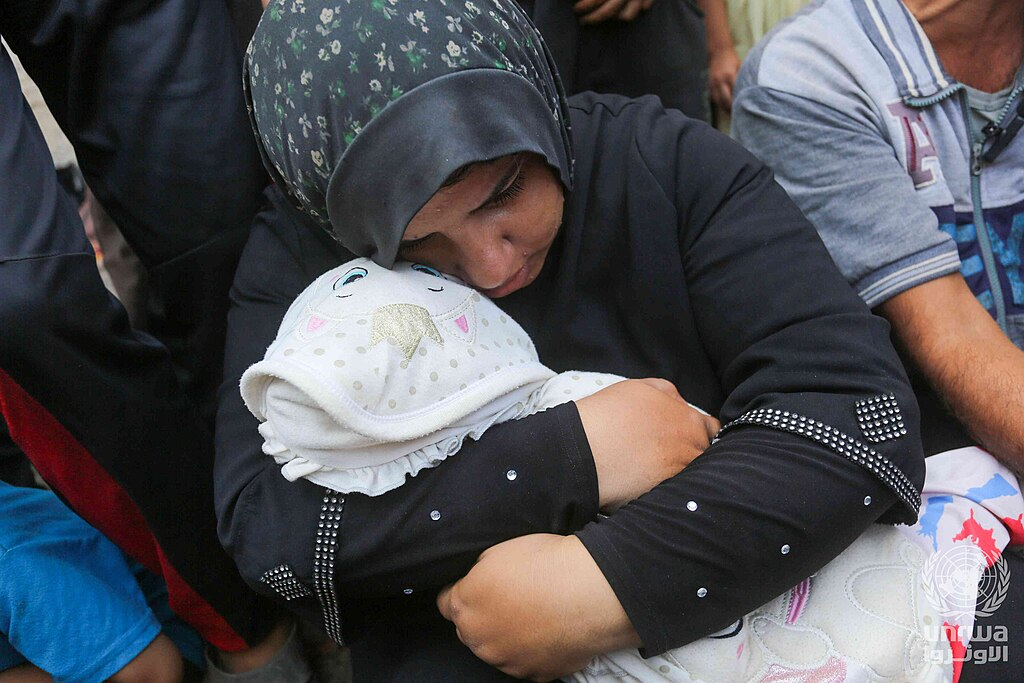
Una madre palestina llora sobre el cadáver de su hija de 4 años, fallecida por desnutrición y falta de tratamiento.

La guerra de Gaza y el bloqueo israelí de la Franja de Gaza han provocado una crisis humanitaria en la zona sin precedentes y una gran hambruna. A principios de noviembre de 2024, un grupo de expertos respaldado por la ONU advirtió que toda Gaza corría un riesgo inminente de hambruna entre noviembre de 2024 y abril de 2025, siendo el norte el que corría mayor riesgo. El bloqueo israelí restringió severamente la entrada de camiones de ayuda humanitaria en la Franja de Gaza. Los ataques israelíes contra policías civiles encargados de custodiar los convoyes humanitarios provocaron el colapso del orden público en febrero de 2024. Esto provocó un aumento de civiles y delincuentes que asaltaban camiones y robaban suministros de la ONU, lo que ralentizó la entrega de ayuda a la Franja. La toma y el posterior cierre israelí del paso fronterizo de Rafah con Egipto en mayo de 2024, tras la ofensiva de Rafah, redujo significativamente el número de camiones de ayuda que entraban en Gaza y desvió la mayor parte del tráfico humanitario al paso fronterizo de Kerem Shalom, controlado por Israel. Funcionarios de defensa confirmaron que las FDI estaban al tanto de los saqueos de convoyes de ayuda y en un momento el gobierno israelí consideró transferir la responsabilidad de la distribución de ayuda a los clanes locales que desempeñaron un importante papel en el saqueo de convoyes, incluso si algunos de ellos estaban involucrados en el terrorismo y afiliados al Estado Islámico.
Las Naciones Unidas y organizaciones internacionales de ayuda humanitaria informaron que habían perdido bienes humanitarios por valor de 25,5 millones de dólares debido a los saqueos durante el verano.

## Saqueo
El ataque tuvo lugar la noche del 16 de noviembre de 2024 cerca del paso fronterizo de Karem Shalom, fuertemente fortificado y controlado por Israel, en la Franja de Gaza. El convoy de ayuda tenía previsto entrar en Gaza el 17 de noviembre, aunque las Fuerzas de Defensa de Israel (FDI) le ordenaron partir con poca antelación por una ruta desconocida el 16 de noviembre, dando a los conductores apenas treinta minutos para partir.
El convoy fue emboscado por hombres armados durante la noche. Los atacantes dispararon a las llantas de los camiones para detenerlos y posteriormente saquearlos. También lanzaron granadas y amenazaron a los camioneros con armas de fuego, algunos de los cuales, recibieron disparos, obligándolos a descargar la ayuda. En incidentes anteriores, las bandas también habían asesinado, golpeado y secuestrado a los conductores, además de dañar sus camiones. La UNRWA informó que los saqueadores dispararon contra los camiones y detuvieron a un conductor durante horas, además de causar lesiones a los transportistas y cuantiosos daños a los vehículos. El incidente provocó confusión entre los palestinos locales, que expresaron su extrañeza por el hecho de que varios hombres armados pasaron desapercibidos en una zona altamente vigilada por las tropas israelíes.
Según la portavoz de UNRWA, Louise Wateridge, solo 11 de los 109 camiones de ayuda llegaron a su destino en Gaza. Wateridge también informó que las autoridades israelíes siguen restringiendo enormemente la entrada de ayuda humanitaria en Gaza. UNRWA aún no ha recibido información sobre el número de víctimas ni el tipo de lesiones que sufrieron los camioneros.

### Perpetradores
La UNRWA declaró que no pudo identificar a los autores debido al «desmantelamiento total del orden público». Según un memorando interno de las Naciones Unidas, las bandas de la Franja de Gaza podrían estar beneficiándose de una benevolencia pasiva, si no activa, o incluso de la «protección» de las Fuerzas de Defensa de Israel. La ONU también informó que el líder de una banda había establecido un complejo de tipo militar en una zona restringida, controlada y patrullada por las Fuerzas de Defensa de Israel (FDI). Un testigo presencial afirmó haber visto a un gánster armado con un AK-47 a solo 100 metros de un tanque Merkava israelí. Las bandas han realizado operaciones de contrabando de cigarrillos y han sido descritas como rivales de Hamás.
El coordinador humanitario de las Naciones Unidas para los territorios palestinos ocupados, Muhannad Hadi, informó que Gaza es esencialmente un lugar sin ley y que Israel es «la potencia ocupante» y, por lo tanto, el incidente «es responsabilidad suya» por no garantizar la debida protección y ser incapaz de mantener la seguridad en la zona.
Contrariamente a las afirmaciones israelíes de que Hamás estaba robando la ayuda humanitaria, un funcionario estadounidense declaró que Hamás no es responsable de los ataques. Un funcionario de ayuda internacional informó que no hay evidencia de «interferencia física de Hamás» en ninguna parte del norte ni del sur de Gaza.

## Consecuencias
Tras el ataque, el Ministerio del Interior de Gaza declaró que Hamás, en cooperación con los comités tribales, amplió sus operaciones contra las bandas acusadas de saquear camiones que transportaban ayuda humanitaria a Gaza. Añadió que veinte personas murieron en el saqueo del convoy de ayuda humanitaria cerca del cruce fronterizo de Kerem Shalom. Hamás afirmó que cualquiera que sea sorprendido participando en un saqueo similar será tratado con «puño de hierro».

## Reacciones
- Organización de las Naciones Unidas: el comisionado general de la UNRWA, Philippe Lazzarini, confirmó el saqueo y afirmó que «venimos advirtiendo desde hace mucho tiempo sobre el colapso total del orden civil» en Gaza.[2] La UNRWA atribuyó el incidente al «colapso del orden público» causado por la «aproximación de las autoridades israelíes» al incidente.[5]

- Estados Unidos: el portavoz del Departamento de Estado, Matthew Miller, calificó el saqueo de «aborrecible» y lo achacó al «colapso general» de la seguridad en Gaza, por el cual, dijo, «las Fuerzas de Defensa de Israel ciertamente tienen parte de la culpa».[5]

- Las Fuerzas Nacionales e Islámicas Palestinas condenaron el saqueo perpetrado por «ladrones criminales que perturban la seguridad de nuestro frente interno y roban los medios de vida, el pan y las medicinas de nuestros ciudadanos».[5]